# Violence politique

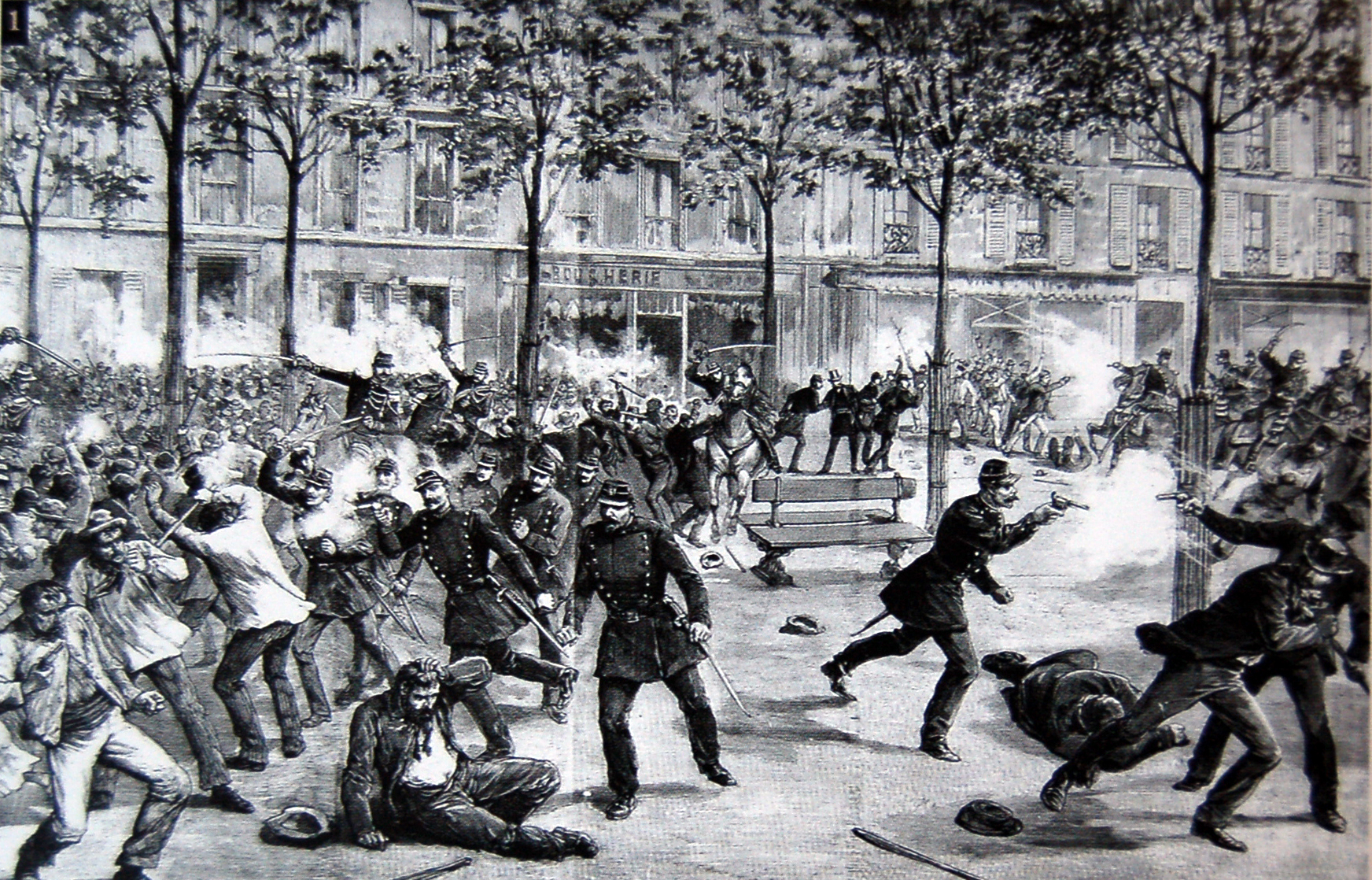
Le 1 mai 1891 en France, la troupe tire sur des manifestants défilant sans permission. Trois manifestants sont également jugés et la peine de mort est réclamée contre l'un d'entre eux par l'avocat général. En représailles, le 11 mars 1892, l'anarchiste Ravachol fait exploser une bombe artisanale dans l'immeuble du Président du procès.

La violence politique est un concept utilisé en sciences sociales et politiques qui fait référence à « des destructions [ou] des atteintes physiques dont le but, le choix des cibles ou des victimes, la mise en œuvre et/ou l'effet ont une signification politique [et] tendent à modifier le comportement des protagonistes dans une situation de négociation »,.
Le concept recouvre de nombreuses activités. Dans le contexte de conflits armés, son spectre comprend des actes ou des événements comme la tentative isolée d'assassinats, la guérilla locale ou à petite échelle, la rébellion armée ou la résistance, le terrorisme politique, l'état de terreur, la répression ou la guerre. La violence politique s'exprime également en dehors de conflits armés, par exemple au travers du contrôle social exercé par l'État ou une de ses réponses, la menace de violence envers soi-même.
L'usage du concept de « violence politique » a pour objectif de prendre de la distance par rapport au caractère légitime ou non de son expression pour au contraire se focaliser sur son caractère coercitif (l'usage de la force ou sa menace) et sur les moyens pour la réguler.

## Description du concept

### Définition
L'étude de la « violence politique » s'intéresse à la place de l'usage de la force dans les systèmes politiques, démocratiques ou non. Les premiers travaux remontent aux années 1970 avec Ted Robert Gurr et Harold L. Nieburg (en). Ce dernier en particulier lui a donné une définition souvent reprise à savoir : « [l]es actes de désorganisation, destruction, blessures, dont l'objet, le choix des cibles ou des victimes, les circonstances, l'exécution, et/ou les effets acquièrent une signification politique, c'est-à-dire tendent à modifier le comportement d'autrui dans une situation de marchandage qui a des conséquences sur le système social ». Cette approche est liée à la volonté de nombreux auteurs, principalement américains, de ne prendre en compte dans la « violence politique » que « des actes quantifiables et mesurables », par exemple les nombres d'émeutes ou de grèves, pour extraire le concept « de tout contexte normatif d'évaluation et de jugement ».
Des chercheurs, comme Yves Michaud, ont toutefois remis en cause l'idée même de donner une définition de la « violence politique » qui fasse consensus. De leur point de vue, il n'est pas possible de qualifier un fait de « violent politiquement » car ce choix dépend trop de la perspective adoptée : celle de l'auteur (ou de l'instigateur) d'un côté ou celle de la victime (ou de la personne ciblée) de l'autre.

### Classification
Le spectre des actions et des événements couverts par le concept de violence politique est vaste. Il est présenté dans le tableau suivant établi par Paul Wilkinson (politologue) (en).
| Grande échelle                  | Petite échelle                                     |
| ------------------------------- | -------------------------------------------------- |
| Émeutes et violences urbaines   | Actes isolés de sabotage ou attaques de propriétés |
| Rébellion armée ou résistance   | Tentative isolée d’assassinat                      |
| Révolution ou contre-révolution | Guerre des gangs et vendettas                      |
| État de terreur ou répression   | Terrorisme politique                               |
| Guerre civile                   | Guérilla locale ou à petite échelle                |
| Guerre limitée                  | Terrorisme transnational et international          |
| Guerre nucléaire                | Raids de type guérilla sur des États étrangers     |

## Intérêts sémantique et scientifique de l'expression
Philippe Braud décrit l'intérêt sémantique de l'expression « violence politique » en particulier dans le contexte scientifique. La dénonciation d'une violence traduit plus le rejet de comportements jugés non acceptables que la mesure de cette violence et en conséquence, les actes de violence politique ne peuvent se définir à partir « des perceptions contradictoires ou conflictuelles qui s’imposent dans les débats » en particulier du fait de la charge émotive liée à ces actes et de par « les discours de stigmatisation de l’adversaire » qui accompagnent cette dénonciation. Or, l'analyse scientifique des événements doit se baser sur « un concept qui satisfasse aux critères de cohérence intellectuelle (…) tout en demeurant (…) en connexion minimale avec les perceptions du sens commun ».
À ce niveau, l'expression « violence politique » a un double intérêt sémantique et scientifique : elle met l'accent sur le caractère coercitif des actions c'est-à-dire sur l'emploi ou la menace d'user de la « force » et elle porte une « charge émotionnelle » qui oblige à étudier les faits au travers de leurs conséquences psychosociales dans la vie politique et non pas aux travers de leurs justifications ou condamnation par les acteurs. Dans cette perspective, le problème particulièrement important pour les systèmes démocratiques de « la maîtrise des comportements d’agressivité ou de peur » et la « mise en place d'une régulation plus précise des manifestations pulsionnelles et émotionnelles (…) tenant compte de la situation sociale » devient envisageable.

## Problème de la légitimité de l'usage de la violence

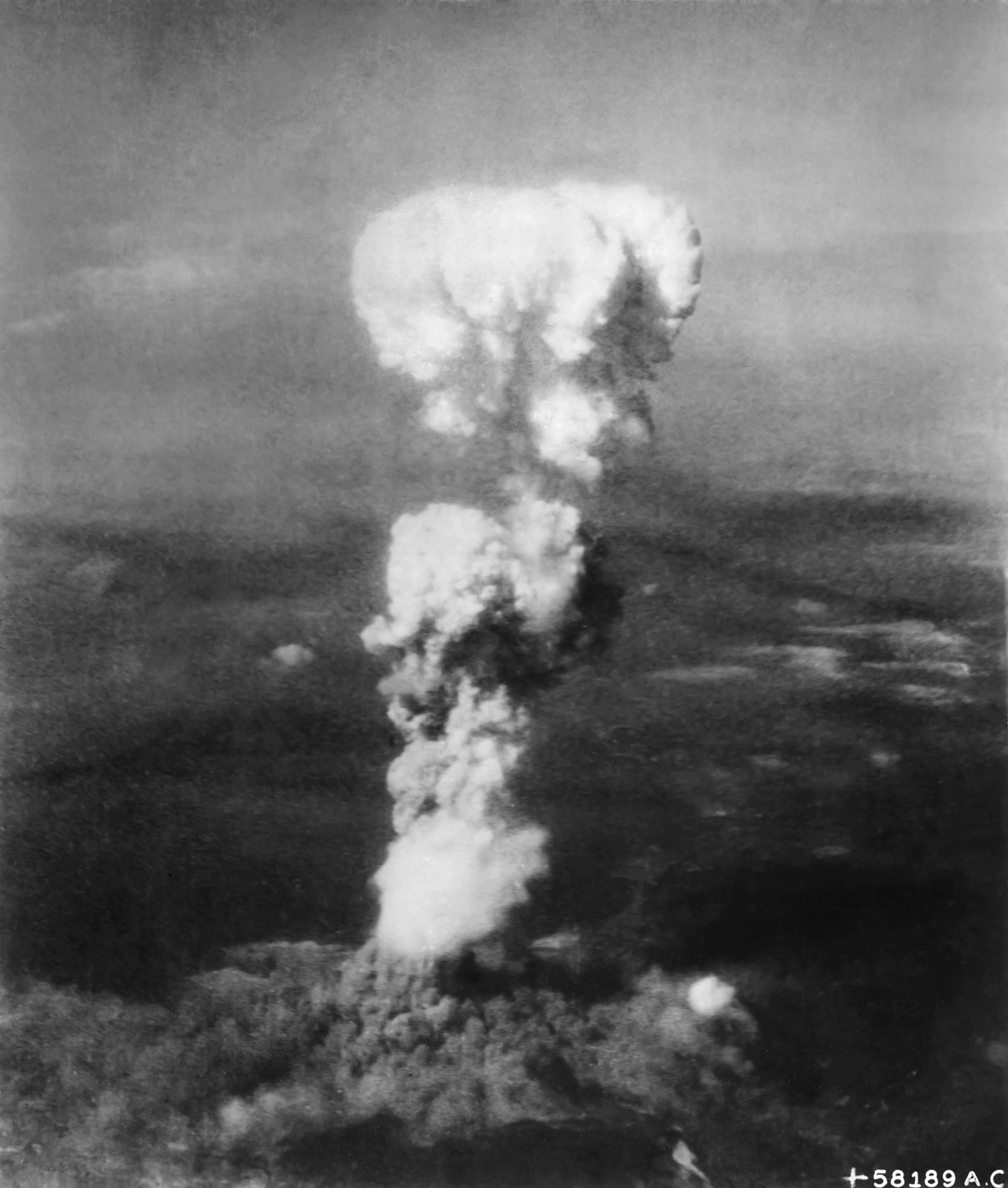
Les 6 et 9 août 1945, les États-Unis procèdent aux bombardements atomiques d'Hiroshima et de Nagasaki pour obtenir la capitulation inconditionnelle du Japon. Leur légitimité ou non est aujourd'hui l'objet de débats entre historiens.

Les actions de violence politique sont souvent sujettes à des jugements de valeurs car dans les démocraties occidentales pluralistes, la « condamnation morale » de la violence est devenue « quasi unanime ».
Philippe Braud rapporte pourtant des exceptions, comme l'apologie de la violence des colonisés par Jean-Paul Sartre ou celle des « violences révolutionnaires ». Avec la même idée mais appliquée en sens inverse, il rappelle la stigmatisation de l'inaction militaire comme lors de la Guerre du Golfe ou celle de Bosnie avec un vocabulaire et des arguments faisant référence à la situation de la montée du régime nazi. Il met cependant en garde contre le « raisonnement (…) qui consiste à ne qualifier comme violences que les comportements jugés illégitimes, réservant aux autres l’emploi d’un lexique euphémisant : coercition, contrainte, force, etc. » et conclut que « si indiscutable que soit la nécessité sociale de cette approche éthique de la violence, ce n’est pas le terrain sur lequel se situe l’analyse de la science politique ».

## En France
L'ouvrage Violences politiques en France dirigé par Isabelle Sommier, professeur de sociologie qui recense cinq familles activistes à l'origine des violences (idéologiques de droite et de gauche, indépendantistes, religieuses, professionnelles et sociétales), observe l'intensification de la violence politique en France depuis le début du XXIe siècle : « avec 835 épisodes de violence entre 2016 et 2020, les idéologiques et les professionnels contribuent à 14 % du total des événements recensés sur plus de trente ans, mais 33,6 % si l'on ne prend en compte que ceux de ces deux familles sur les cinq dernières années. Parmi eux, les mobilisations contre la loi Travail 1 et celles des GJ en représentent près de 42 %, à parts à peu près équivalentes (respectivement 18,3 % et 23,6 %) ».
Cette tendance s'inscrirait dans un contexte plus global d'extension des conflits et de « cycle de mobilisation » qui serait attesté par cinq éléments : « l'intensification du conflit, sa diffusion géographique et sociale, l'apparition d'actions spontanées mais aussi de nouvelles organisations, l'émergence de nouveaux symboles, de nouvelles interprétations du monde et d'idéologies, et une extension du répertoire d'action ».
Selon le professeur de science politique Xavier Crettiez, parmi les six mille épisodes de violence politique (violences physiques, matérielles, etc.) analysés en France depuis 1986, 87 % de ces violences physiques n'ont fait aucune victime, aucun blessé. Des violences légères mais symboliques (entartages, gifles, etc.) en disent beaucoup sur l'évolution de l'action politique et répondent, avant tout, à une plusieurs logiques : la désacralisation du corps politique, la désintermédiation (effacement des partis politiques, déclin des syndicats), le narcissisme, la désinhibition (en) et la radicalisation des jeunes en ligne (en) qu'encouragent les réseaux sociaux.